# Østfranken
Østfranken (regnum francorum orientalium) var et europæisk kongerige, der eksisterede fra 843 til 962. Landet er også kendt som Det østfrankiske Rige eller Det østfrankiske Kongerige. Østfranken blev forgænger både for det tysk-romerske rige og for nutidens Tyskland. 

## Rigets udstrækning
Fra starten i 843 omfattede riget den del af Vesttyskland, der ligger øst for Rhinen, og som ikke var frisisk eller slesvigsk, Thüringen, Østrig, Liechtenstein og den østlige del af Schweiz. Desuden hørte tre bispedømmer (Mainz, Worms og Speyer) vest for Rhinen med til riget.
Store landområder mod øst og syd samt mindre områder mod vest kom hurtigt under østfrankisk indflydelse. 

## Stammehertugdømmer
Østfranken var opdelt i fem stammehertugdømmer: Bayern, Thüringen, Sachsen, Franken og Schwaben (eller Alemannien). 
I 870 blev det oprindeligt mellemfrankiske hertugdømme Lothringen delt mellem Øst- og Vestfranken. I 880 blev resten af Lothringen østfrankisk. Frem til områdets deling i 2 hertugdømmer i 959 fungerede Lothringen på linje med de oprindelige stammehertugdømmer. 
Friserne kom formelt under Østfranken i 870, men de var blevet lovet, at de aldrig skulle have andre herrer end kongen. Samtidigt stod friserne under dansk beskyttelse. Derfor blev de små frisiske stater ikke indlemmet i noget stammehertugdømme. 

## Udvidelser med øst og syd
I de slaviske og avareriske områder ved østgrænsen blev der oprettet markgrevskaber. Det lykkedes flere af de østfrankiske konger at blive både konger i Italien og romerske kejsere. 
Otto den Store blev valgt som kejser i 962. I nutiden betragtes Otto den Store som det tysk-romerske riges grundlægger. Navnet Østfranken gik dog først af brug omkring 100 år efter Ottos død. 

## Konger i Østfranken
- 814-840: Ludvig den Fromme (også kejser og konge af det senere Vestfranken)
- 840-876: Ludvig den Tyske
- 876-880: Karloman af Bayern (medkonge) (også konge af Italien 877-879)
- 876-880: Ludvig den Yngre (medkonge)
- 876-880: Karl den Tykke (medkonge)
- 880-882: Ludvig den Yngre (medkonge)
- 880-882: Karl den Tykke (medkonge)
- 882-887: Karl den Tykke (enekonge) (også kejser fra 881, konge af Italien fra 879 og Vestfranken fra 884)
- 887-899: Arnulf af Kärnten (også kejser fra 896, konge af Italien fra 894 og konge af Lothringen fra 887)
- 900-911: Ludvig Barn
- 911-918: Konrad den Yngre
- 919-936: Henrik Fuglefænger
- 936-973: Otto den Store (også kejser fra 962 og konge af Italien fra 966)

(Nogle af de østfrankiske hertuger kaldte sig også konger)